# Burg Blankenstein (Hattingen)

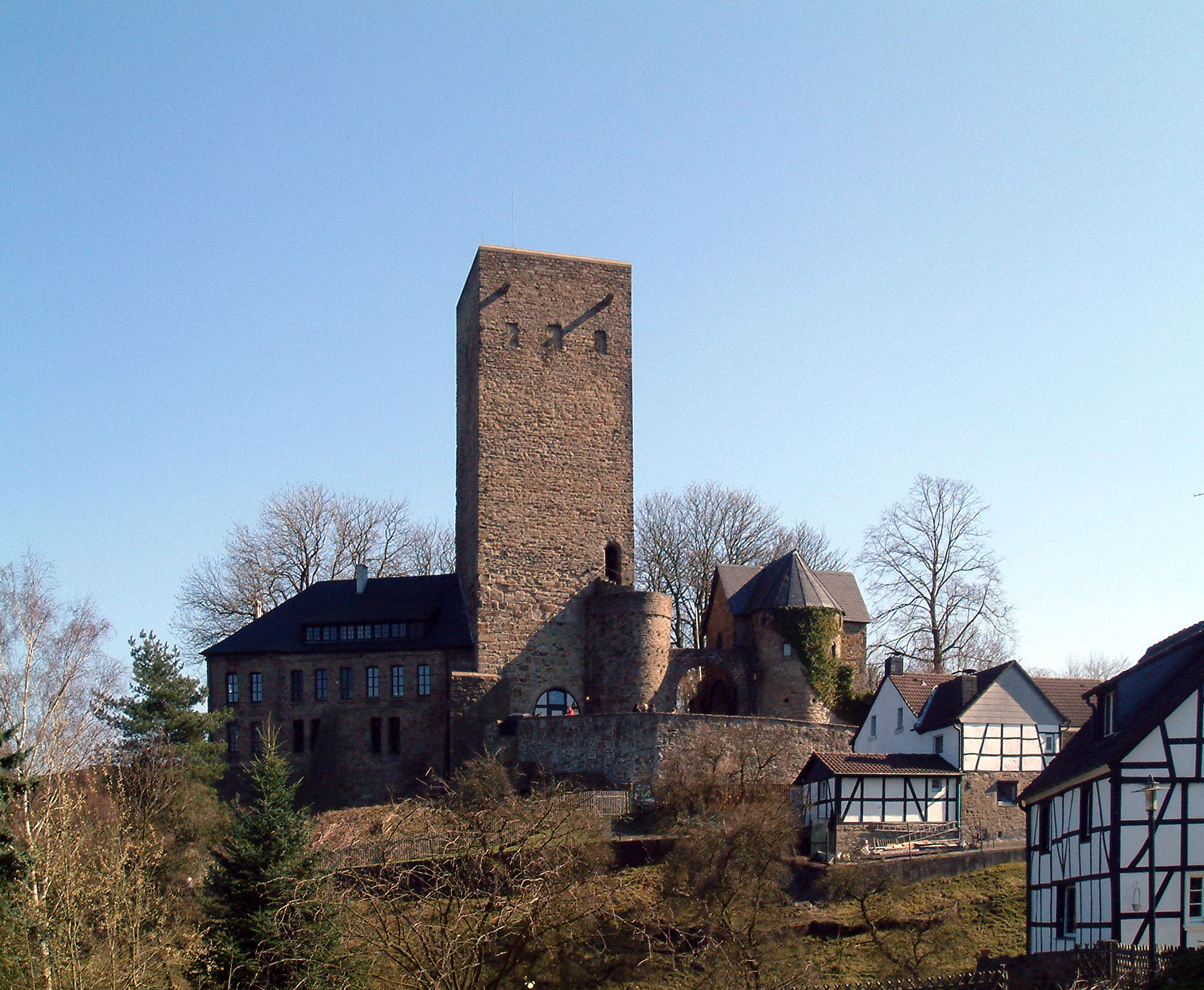
Burg Blankenstein aus Richtung Freiheit (2004)

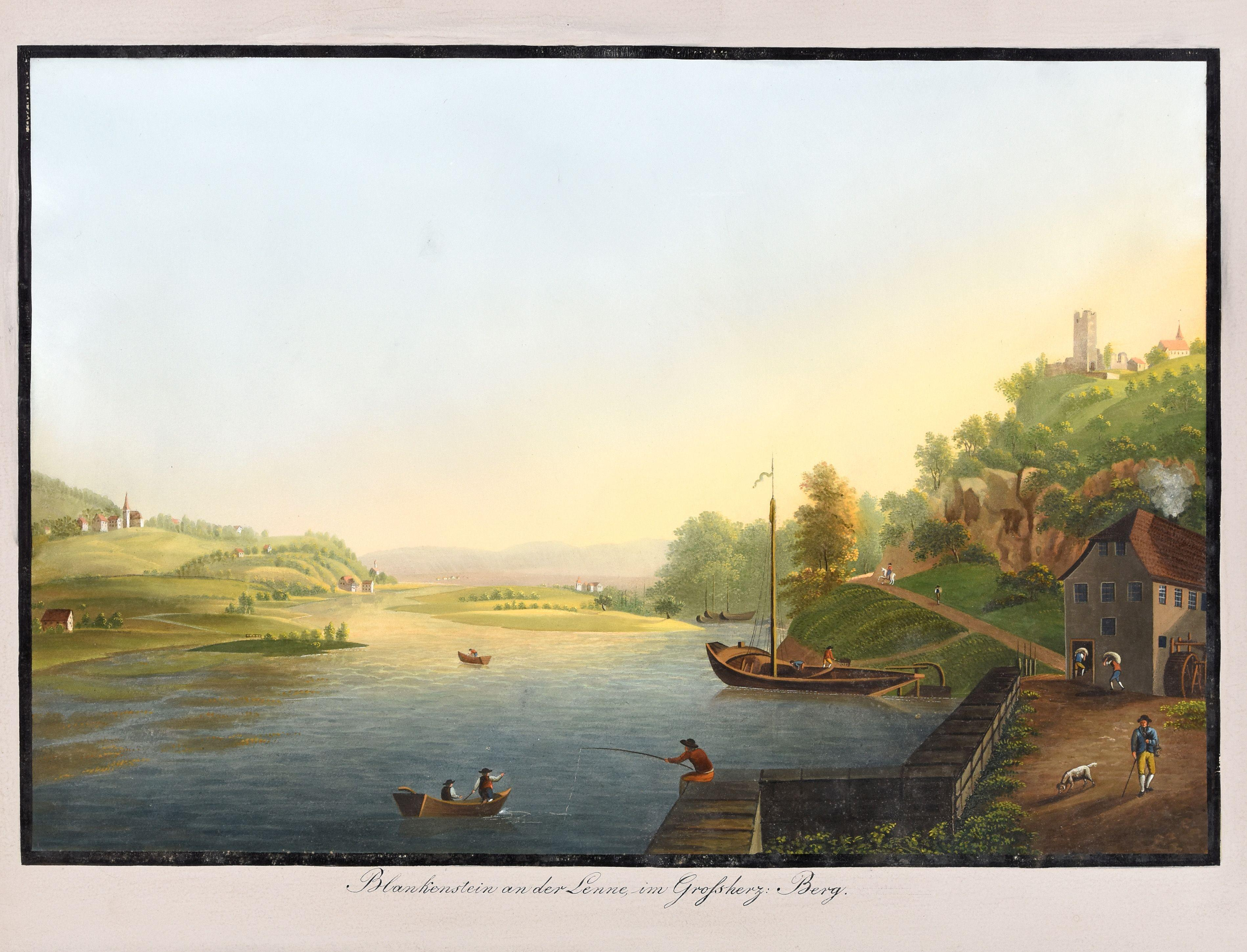
Bleuler, Blankenstein an der Ruhr, um 1810.

Die Burg Blankenstein ist die Ruine einer hochmittelalterlichen Höhenburg im Hattinger Stadtteil Blankenstein. Im 13. Jahrhundert durch den Grafen Adolf I. von der Mark erbaut, war sie gemeinsam mit der Burg Altena, der Burg Wetter und der Burg Volmarstein eine der vier Hauptburgen der Grafen von der Mark, die von dort Teile ihres Herrschaftsgebiets durch Droste verwalten ließen.
Nach allmählichem Verfall im 16. und 17. Jahrhundert wurde die Anlage Ende des 19. Jahrhunderts im Stil des Historismus wieder aufgebaut. Die nicht authentischen Ergänzungen wurden aber Ende der 1950er Jahre entfernt.
In der seit 1909 unter Denkmalschutz stehenden Ruine befindet sich heute unter anderem ein Burgrestaurant.

## Lage

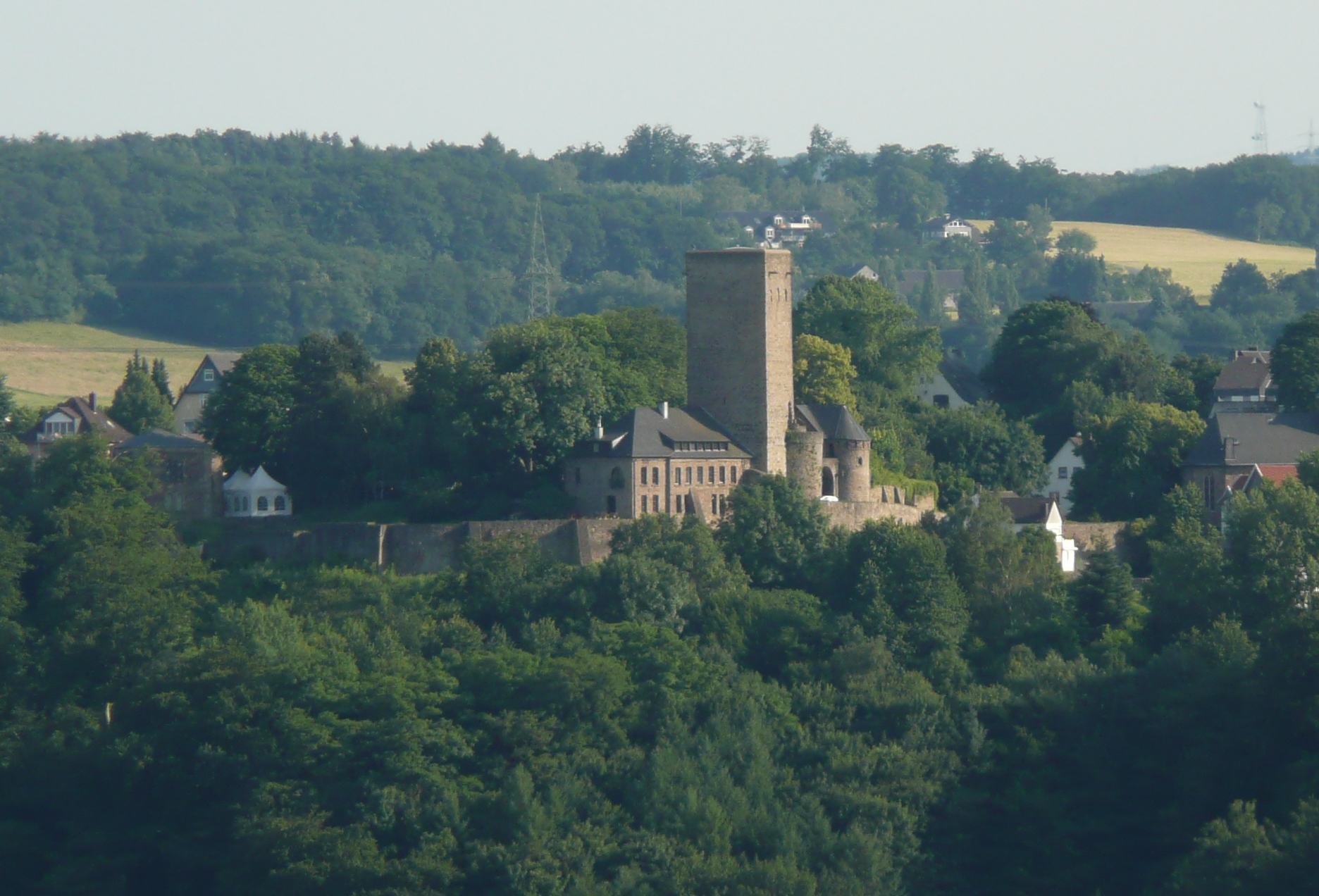
Exponierte Lage der Burg

Burg Blankenstein steht auf den linksseitigen Anhöhen der Ruhr rund 70 Meter über dem Fluss auf einem Felssporn, der zu den Ausläufern des Rheinischen Schiefergebirges gehört. Das Burgareal liegt auf einer Höhe von etwa 139 bis 146 m ü. NHN. Einen Kilometer nördlich – auf der anderen Seit der Ruhr – befindet sich das alte Dorf Stiepel. In östlicher Richtung liegt Haus Kemnade rund 1,3 Kilometer und im Nordosten der Kemnader See etwa 2 Kilometer weit entfernt.
Direkt unterhalb der Burgruine beginnt ein Wanderweg durch das nahe gelegene Naturschutzgebiet Alte Ruhr-Katzenstein, das sich bis nach Steinenhaus nahe der Burg Kemnade zieht. Weitere Sehenswürdigkeiten sind das Stadtmuseum Hattingen und der Gethmannsche Garten.

## Architektur

Grundriss der Burganlage

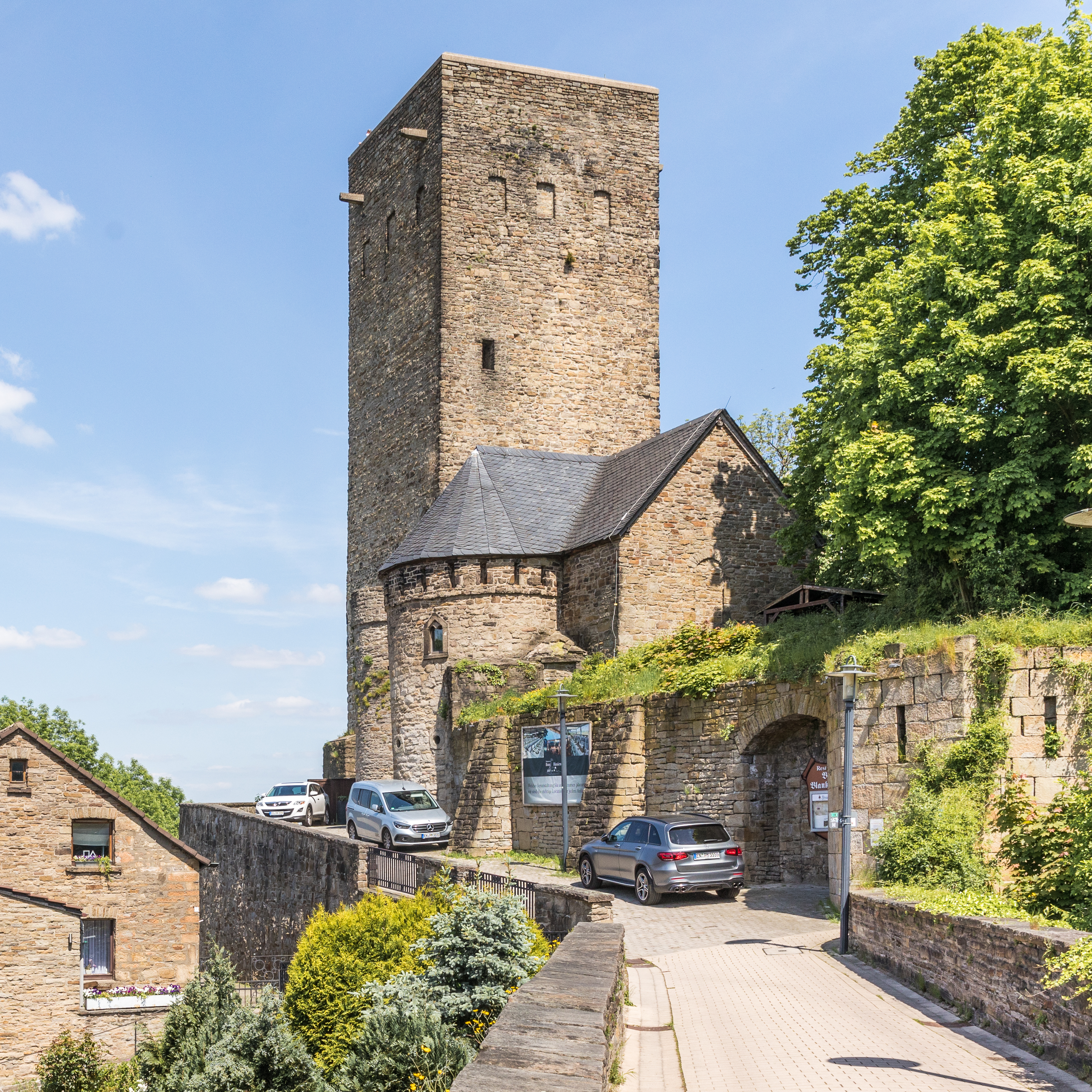
Zugang zur Burg

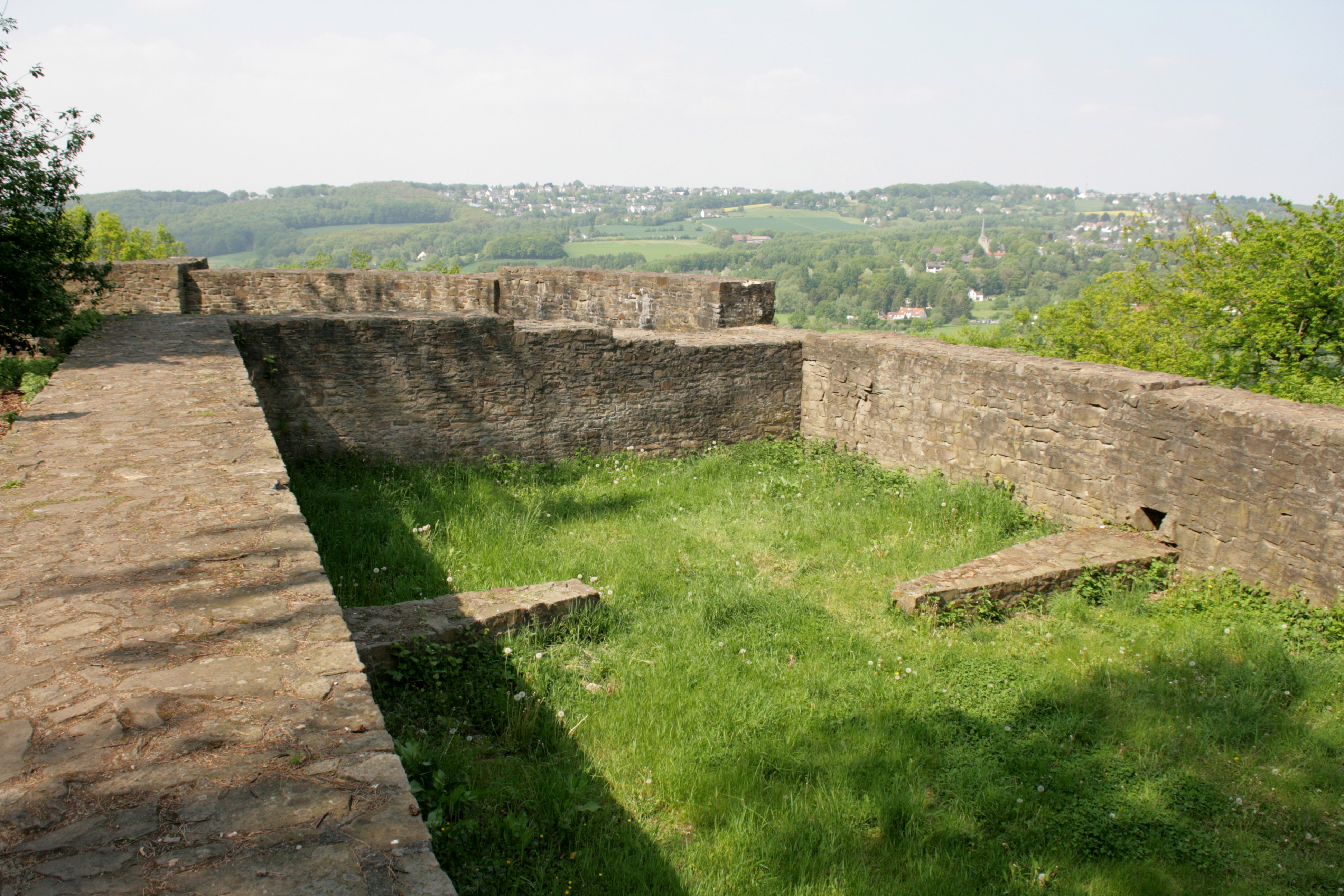
Standort des ehemaligen Hauptgebäudes

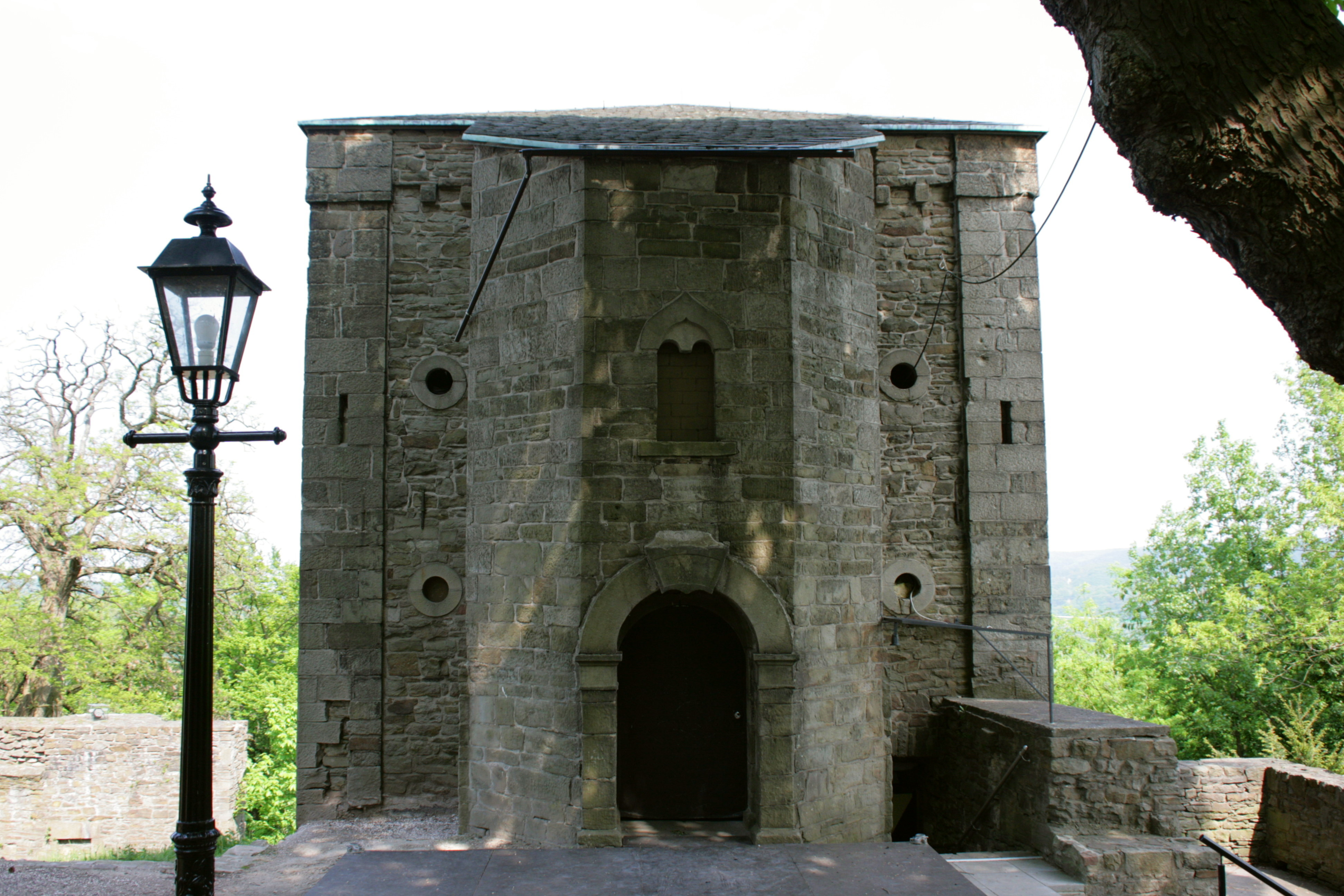
Südostbau

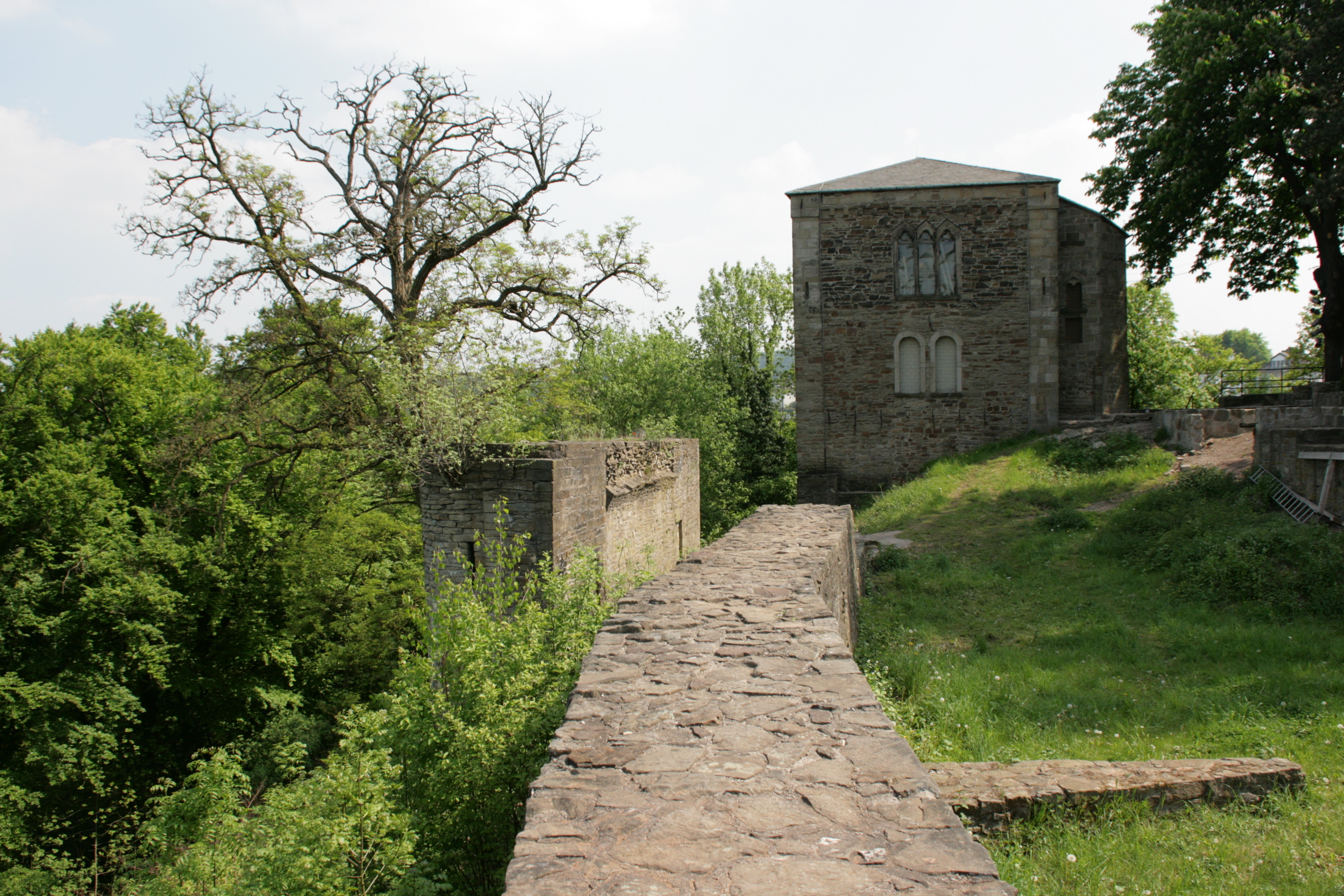
Blick vom ehemaligen Hauptgebäude in Richtung Süd-Ostbau

Die Burganlage aus Ruhrsandstein erhebt sich auf einem hufeisenförmigen Grundriss von etwa 90 × 70 Metern, umschlossen von Resten einer Ringmauer. Diese ist gemeinsam mit den unteren Geschossen eines 26 Meter hohen, annähernd quadratischen Turms die älteste erhaltene Bausubstanz. Der etwa 9 × 9 Meter breite Turm wird oft auch Bergfried genannt, seine heute vermauerte, rund 2,80 Meter breite Tordurchfahrt weist ihn jedoch als Torturm aus. Die Mauern im ersten Geschoss, das aus dem 13. Jahrhundert stammt, sind zwischen 2,50 und 3,40 Meter dick. Die höher liegenden Stockwerke sind späteren Bauepochen zuzuordnen. Der heutige Eingang liegt in etwa neun Metern Höhe. Von dort führt ein 0,65 Meter breiter Gang in der Mauerstärke zur obersten Turmebene.
Reste einer Zwingermauer mit Rundtürmen stammen wohl aus dem 14. Jahrhundert.
Dem hohen Vierecksturm schließt sich südlich ein Rundbogentor an, das zusätzlich von einem Rundturm mit Kegeldach flankiert wird. Diesem Torturm schließt sich hofseitig ein rechteckiges Gebäude an. Nördlich des Bergfrieds steht ein zweigeschossiges Gebäude, das aus Bruchsteinen errichtet wurde und heute als Restaurant dient.
An der Ostecke des Areals steht ein weiterer Turm, der mit einem Zeltdach ausgestattet ist und aus dem 19. Jahrhundert stammt. Ansonsten sind von der Burganlage nur noch Fundamente und Mauerreste übrig, wie zum Beispiel die Ruine eines ebenfalls im 19. Jahrhundert errichteten Gaststättengebäudes an der östlichen Ringmauer. Dieses ehemalige Gebäude wird häufig als Kapelle bezeichnet, war jedoch nie ein sakraler Bau.

## Geschichte

### Die Anfänge
Die Burg Blankenstein verdankt ihre Entstehung einem Mord. Nachdem Friedrich von Isenberg für die Tötung des Kölner Erzbischofs Engelbert von Berg zur Rechenschaft gezogen worden war, wurden die Isenberger Besitzungen eingezogen und unter dem Erzbistum Köln sowie Adolf I. von der Mark aufgeteilt. Zum Schutz der neu hinzugewonnenen Territorien erteilte der märkische Graf am Festtag des heiligen Pankratius, dem 12. Mai 1226, den Befehl, auf einem unbewaldeten Felsrücken über der Ruhr – einem „blancken Steyn“ – ein erstes festes Haus zu errichten, das nur wenige Kilometer östlich der kurz zuvor zerstörten Isenburg lag. Der Burgplatz war strategisch günstig gewählt. Von dort konnten nicht nur die Grenzen der Grafschaft gut bewacht werden, sondern er lag auch oberhalb der Ruhrfurt eines alten Handelsweges, sodass die Anlage auch als Kontrollpunkt für Händler und Reisende dienen konnte.
Berichte, dass der Burgdroste Ludolf von Boenen den Grundstein zur Burg Blankenstein gelegt haben soll, sind bis heute unbewiesen, denn Ludolf von Boenen wurde erst 1243 gemeinsam mit einem Burgmannskollegium erstmals urkundlich erwähnt. In jener Urkunde ist auch von dem „castrum Blankensteene“ die Rede, das wahrscheinlich in aller Eile errichtet worden war. Auch die These, die Anlage sei aus den Steinen der Isenburg erbaut worden, ist unwahrscheinlich, denn diese war im sogenannten Brandschlitzverfahren geschleift worden, was zur Folge hatte, dass ihre Steine stark beschädigt waren. Hinzu kam der Umstand, dass dieses eher minderwertige Baumaterial nur mit großen Schwierigkeiten nach Blankenstein hätte transportiert werden können, denn der einzige in Frage kommende Transportweg wäre die Ruhr gewesen, die jedoch gegen ihre Stromrichtung hätte genutzt werden müssen.

### Die Grafen von der Mark
Graf Engelbert I. von der Mark, der von 1249 bis 1277 regierte, ließ durch seinen Drosten Bernd Bitter die Burg erweitern. So ließ er den sogenannten Graf-Engelbert-Turm errichten und zum Schutz der Anlage westlich davon einen halbkreisförmigen Bering mit bewachtem Tor erbauen. Innerhalb dieses Areals entwickelte sich eine kleine Burgfreiheit; die Keimzelle des heutigen Orts Blankenstein. Der durch Engelbert I. errichtete Turm wurde im 16. Jahrhundert niedergelegt.
Auf der Burg bestätigt Graf Engelbert II. von der Mark Pfingsten 1321 seiner Gemeinde Bochum die bereits bestehenden Marktrechte und weitere Rechte. Es waren zwar keine Stadtrechte, aber auch wenn die genaue Interpretation strittig ist, war es doch ein Meilenstein in der Stadtentwicklung der Stadt Bochum, wodurch die Burg eine besondere Bedeutung für die Stadt Bochum hat. Der Überlieferung nach überreichte der Graf Bochumer Abgeordneten die Urkunde. Ein historistisches Gemälde schmückte den Ratssaal des alten Rathauses in Bochum.
Ab 1350 war das Blankensteiner Drostenamt mit der Position eines Amtmanns verbunden, der in Essen, Bochum und Volmarstein als Stellvertreter des Grafen und als Richter fungierte.
Durch ständige Erb- und Gebietsstreitigkeiten und damit verbundenen Fehden der Grafen von der Mark wurde die bauliche Vollendung der Burg immer wieder verzögert. Erst in der ersten Hälfte des 15. Jahrhunderts wurden die Bautätigkeiten unter Herzog Adolf II. von Kleve (1398 bis 1448) mit der Errichtung eines repräsentativen Wohnbaus an der Ostseite der Anlage abgeschlossen. Durch archäologische Befunde ist belegt, dass die Anlage zu jener Zeit drei mächtige Türme besaß: den heute noch erhaltenen viereckigen Turm, den Runden (ronde) Turm und den Graf-Engelbert-Turm. Es ist jedoch bis heute nicht geklärt, welcher der Türme die Funktion eines Bergfrieds erfüllte.

### Die Herzöge von Kleve
Nach zahlreichen familiären Auseinandersetzungen erhielt Adolfs Sohn Johann I. von Kleve 1461 das Verfügungsrecht über die Grafschaft Mark und damit über die Burg Blankenstein. Er verpfändete sie an den Drosten Kracht Stecke, dessen Sohn Johann seinem Vater im Amt als Drost Blankensteins nachfolgte. Während seiner Zeit begann der allmähliche Verfall der Burg, denn durch die Prunksucht seines Herrn, Johann II. von Kleve, waren die Kassen des Herzogtums leer und nötige Reparaturen und Instandsetzungen wurden nicht durchgeführt. Im Jahr 1494 nahm Johann Stecke das Burggrafenamt in Dortmund an und verließ Blankenstein. Die Burg war somit vorerst unbewohnt.

### Brandenburgische Zeit
1614 besetzten spanische Truppen während des Achtzigjährigen Kriegs die Burg für viele Jahre. Die spanische Burgmannschaft unternahm kleine Raubzüge bis nach Bochum. Während des Dreißigjährigen Kriegs führten Eroberungen und damit einhergehende wechselnde Besetzungen zum weiteren Verfall der Gebäude.
Im Jahr 1637 übernahm Johann Georg von Syberg das Drostenamt und wohnte selbst zehn Jahre lang auf Burg Blankenstein, ehe er 1647 auf sein Erbgut Haus Kemnade am Fuß des Bergs umzog. So war er nicht mehr zugegen, als Pfalz-Neuburgische Truppen 1651 während des Jülich-Klevischen Erbfolgestreits die Anlage eroberten und besetzten.
Da der Zerfall der Anlage immer weiter fortschritt und sie militärisch nutzlos geworden war, beantragte die Familie Syberg im Jahre 1662 beim Kurfürsten Friedrich Wilhelm von Brandenburg den Abbruch der einstigen Wehranlage. Die Genehmigung wurde erteilt. Einzig und allein der viereckige Turm – an einer Flanke beschädigt – und einige Mauerreste blieben von der Anlage übrig. Mit den Steinen der Burg wurde das 1589 bei einem Brand stark beschädigte Haus Kemnade wieder aufgebaut und vergrößert.
Die Burgruine fungierte 1757 während des Siebenjährigen Kriegs als ein französisches Magazin. 1768 wurden Mauerreste öffentlich versteigert, ehe die Anlage ab 1771 an die Familien Wolfshagen und Kortwich verpachtet wurde. Ihnen diente die Turmruine als Wohnung. Wolfshagen erbaute aus alten Steinen des oberen Turmteils im Burghof ein neues Wohnhaus.

### Preußische Zeit

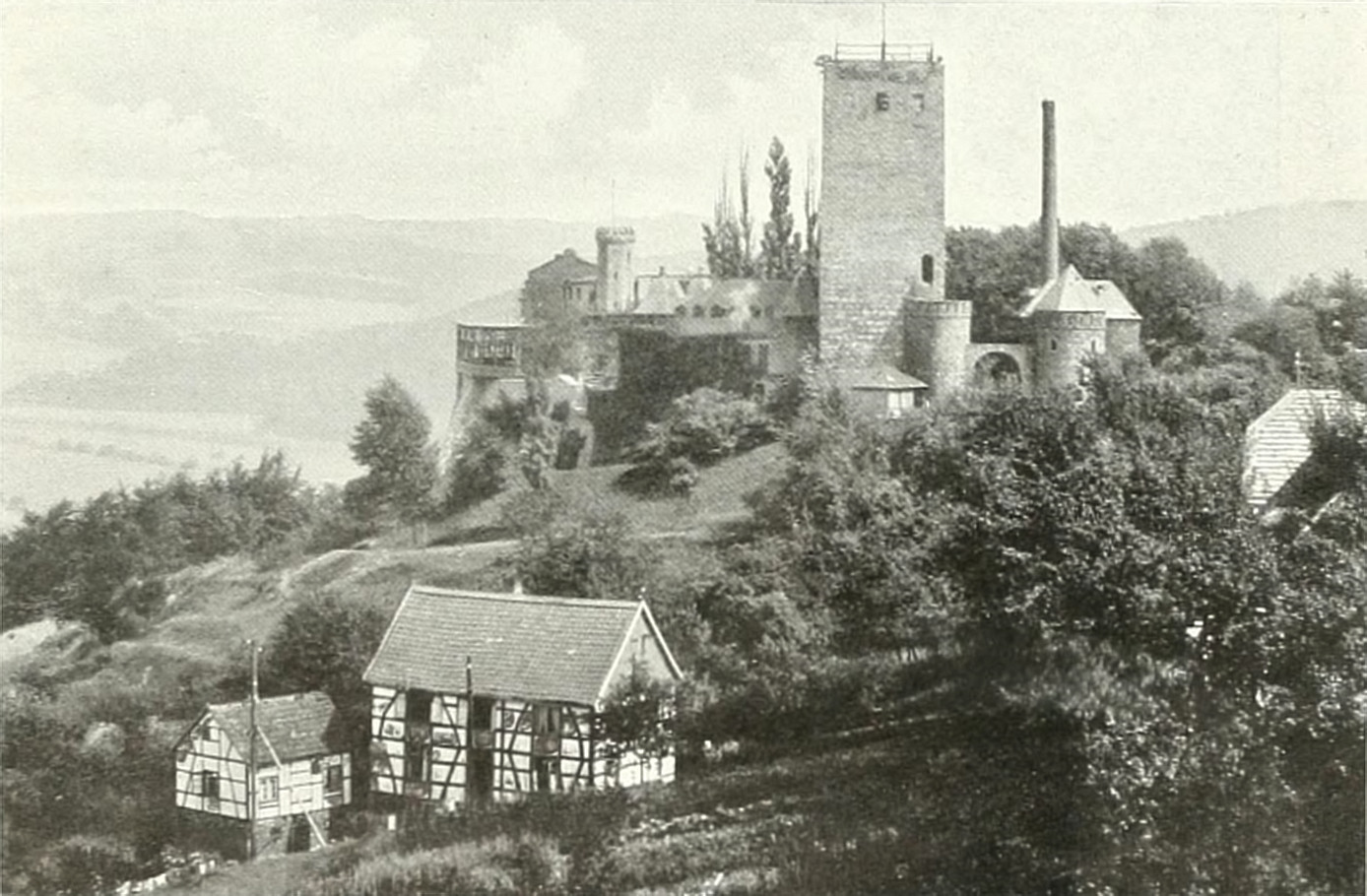
Burg Blankenstein etwa 1909

Den Kortwich’schen Anteil kaufte 1842 der Kaufmann Forstmann, der eine erste kleine Schänke in der Burg betrieb.
Im Jahre 1860 erwarb der Eisenwarenhändler Gustav vom Stein das Burggelände und ließ im ehemaligen Marstall eine Fabrik zur Garnveredelung errichten, die 1863 den Betrieb aufnahm. 1865 wurde die Chaussee von Hattingen über Blankenstein bis zum Forsthaus Steinenhaus fertiggestellt und brachte viele Ausflügler nach Blankenstein. Gustav vom Stein hatte bereits 1864 vorausschauend auf alten Gebäudefundamenten eine Gaststätte im östlichen Bereich des Burghofs errichten lassen. Ebenso wie das Fabrikgebäude war sie gemäß dem Geschmack der Zeit mit vielen dekorativen Elementen im Stil der Burgenromantik ausgestattet, zum Beispiel mit zahlreichen Türmen und Türmchen, die jedoch keinerlei Funktion besaßen.
Gustav vom Stein jr. setzte die Bautätigkeit seines Vaters fort, sodass um 1900 alle alten Burgfundamente wieder bebaut waren. Die Gebäude schlossen sich um einen halbkreisförmigen Burghof, der als Biergarten diente und an Sonn- und Feiertagen bis zu 3000 Gäste am Tag aufnahm.

### 20. Jahrhundert
Am 23. September 1922 erwarb die Stadt Bochum die Burg für 1,15 Millionen Reichsmark mit umfangreichem Landbesitz sowie einer Leibrente für Gustav von Stein. Zu der Burg und den Ländereien, die damals weit außerhalb der Stadtgrenzen lange, wurden auch noch 1921 der Henkenberg in Stiepel samt Wäldern sowie das Haus Kemnade mit Landbesitz erworben. Das geschah nicht nur für den Erholungswert für die Städter und der Trinkwassergewinnung, sondern auch um Ansprüche auf Gebiete der Gemeinde Blankenstein bei neuen Eingemeindungen zu erheben. Anfängliche Pläne, dort eine Jugendherberge einzurichten, wurden wieder fallengelassen und der Gastronomiebetrieb verpachtet.

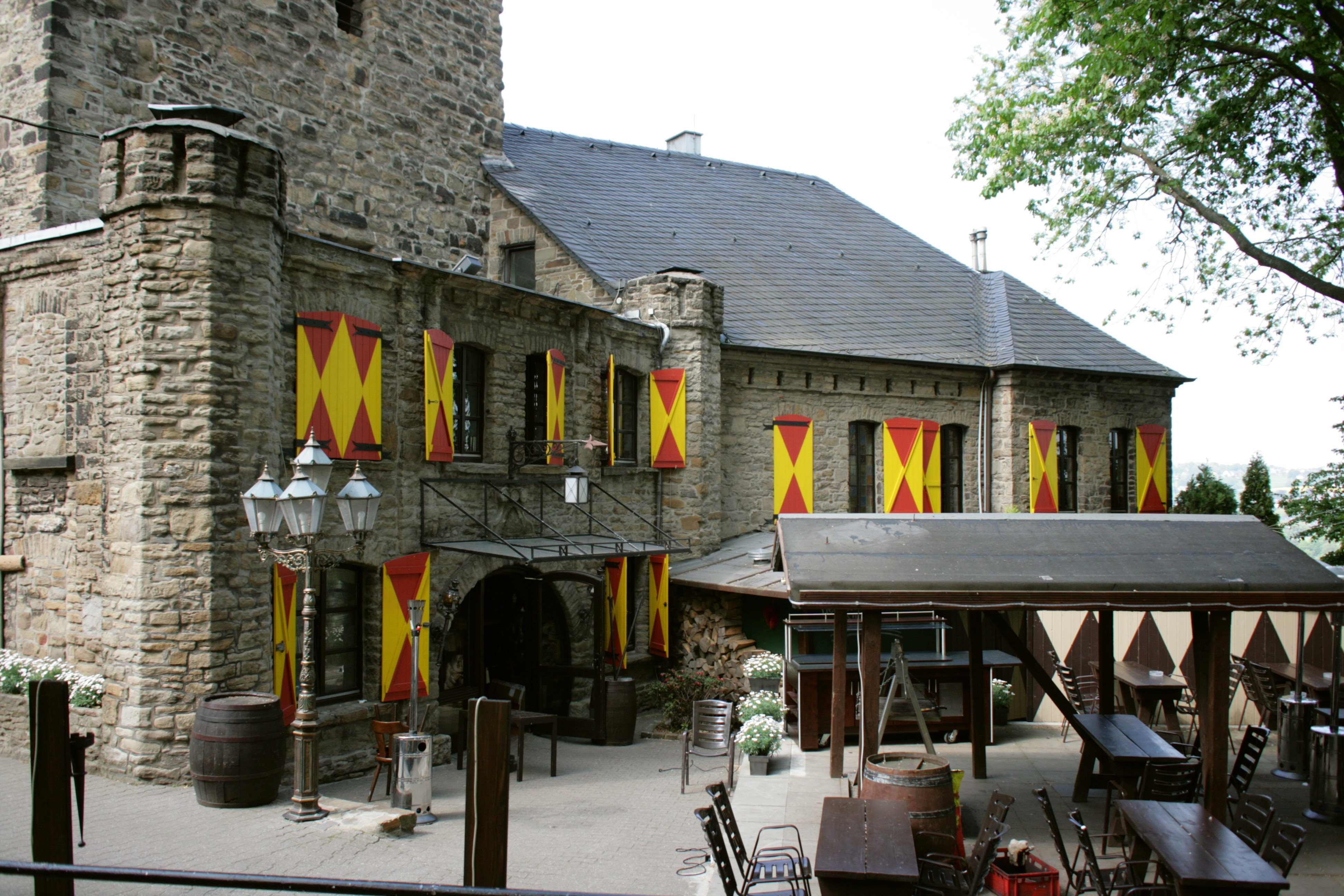
Heutiges Burgrestaurant

Während des Zweiten Weltkriegs wurde der hohe Turm als Flakstellung genutzt und durch Granateinschläge beschädigt.
Am 15. August 1947 eröffnete die Stadt Bochum eine Erholungsstätte für heimkehrende Kriegsgefangene. Die meist aus der UdSSR zurückkehrenden Männer wurden vier Wochen, in besonderen Fällen acht Wochen hier zur Erholung untergebracht. 881 Heimkehrer fanden hier Aufnahme bis zur Schließung am 31. Oktober 1950.
1949 pachtete das Ehepaar Werner und Leni Rauterkus den Bergfried sowie die Ruine der ehemaligen Fabrik. Sie führten Wiederaufbau- und Instandsetzungsmaßnahmen an ihnen durch, um die Gebäude anschließend zu Wohn- und Arbeitszwecken sowie als Ausstellungsräume für Leni Rauterkus’ „Werkstätten der angewandten Kunst“ zu nutzen. Bei den Baumaßnahmen wurden sie durch die Gesellschaft von Freunden der Burg Blankenstein unterstützt, die seit 1950 ihren Sitz auf der Burg hatte.
Nachdem die Burggaststätte im September 1957 ihre Pforten geschlossen hatte, ließ die Stadt Bochum den gesamten Burghistorismus des 19. und 20. Jahrhunderts auf Drängen des Landeskonservator 1959 mit Ausnahme der Werkstättengebäude und der sogenannten Kapelle sämtliche Bauten niederlegen. Ihre Pläne, dort einen modernen Gastronomiebetrieb zu errichten, scheiterten jedoch an fehlenden Finanzmitteln, sodass ab 1962 in den ehemaligen Räumen der „Werkstätten der angewandten Kunst“ wieder eine kleine Gaststätte eingerichtet wurde.
In der Zeit von 1968 bis 1972 wurden an der noch erhaltenen Bausubstanz erneut Sanierungsmaßnahmen durchgeführt. Seit dem Frühjahr 1971 kann deshalb der Torturm von Besuchern wieder bestiegen werden. Zu den Maßnahmen zählten aber auch die Beseitigung von Schuttmassen und Unterholz im Bereich des Burghofs und das Auslichten des umgebenden Waldes.